# 祖靈祭 (排灣族)

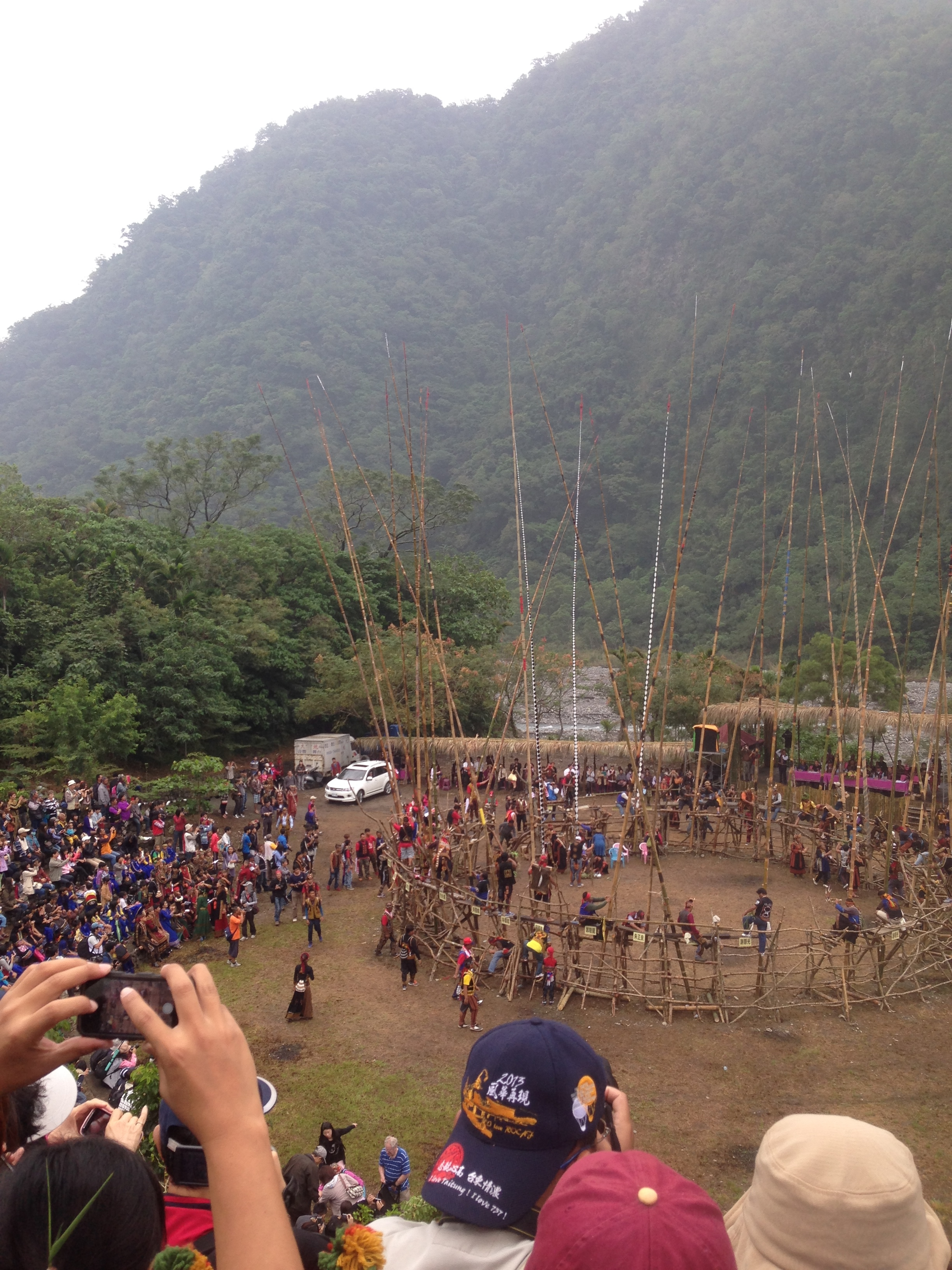
2013 年土坂部落Maljeveq祖靈祭刺球儀式。

排灣族祖靈祭，現今常稱為五年祭、人神盟約祭，是台灣的古老祭典，亦為南島語族中最隆重的祭典之一。上古時代原本以三年為週期舉行，後因故改為五年一週期，故學者常以「五年祭」俗稱之。古時年祭（Masalut，收穫祭）通常在當季最後一株小米收成時部落便正式進入祭典期(現今大多舉行於於夏、秋季間)，每逢第五年年祭則會舉行一次祖靈祭，並於隔年舉行「送祖靈儀式 (Pusau)」。目前仍保有祖靈祭的地區包含：屏東縣來義鄉的古樓 (Kuljaljau)、望嘉(Vungalid)、文樂(Pucunug)、高見 (Takamimura)及白鷺 (Pailjus)，春日鄉的力里 (Ladrekedrek)、七佳 (Tjuvecekadan)、歸崇 (Kinaiman)，及台東縣達仁鄉的土坂 (Tjuabar) 。

## 傳說故事

### 傳說一
傳說排灣族的先祖到神界向女神[德倫格]學習祭儀以祈求五穀豐收時間內以燃燒小米粳為記號，請神降臨人間，接受人類的獻祭。祭典中若有插竹子，就是五年一度的祖靈祭典，必須聯合鄉內各村一起舉辦祭典，另有說法認為古時原本祭典為三年舉辦一次，而有一次祭典刺球儀式前，某一貴族家中兩兄弟在刺球場中為了刺球桿長短而爭執，取刺球桿互刺雙亡，因此成為刺球場之禁地，於是原本三年祭中斷五次，而後排灣族祖先勒麼各（lemedj）託夢長老呼籲祭儀不能中斷，族人便另闢刺球場，而後部落領袖、祭司、長老貴族等協商將三年一次改為五年一次的祭儀，於是成了現在每五年舉行一次的祖靈祭。

### 傳說二
北排灣群的傳說認為，五年祭是源自高燕部落（padain）的兩位祖神：卜拉魯幹（Pulalungan，升格為雷神）和布拉魯樣（Pulaluyan，前往西部，成為平埔族祖先）跟族人約好定期祭祀而開始的。

### 傳說三
祖先為了感謝神靈在怪物達洛凡製造的洪水中倖存下來而開始舉辦的祭儀。

### 傳說四
南排灣族人為了迎接前來賜福的兩位最高祖神而舉辦的祭祀儀式。

## 過程
傳統祖靈祭典通常長達數月以上，從準備材料到祭典完畢，祭儀流程以靈媒、祭司及部落貴族主導，祭典屬於部落重大事務、除特殊原因，部落全體皆須參與。刺球是祭典的最重要的儀式，具神聖象之徵意義，女性禁止靠近刺球場。

### 流程簡述
- 祭典準備工作：
  1. 部落遮護儀式及祈求儀式。
  2. 部落道路整修。
  3. 蒐集竹材作刺球桿、立刺球架，按照身分別區分祭桿。
  4. 鄒及葛藤、血藤及相思樹皮製做藤球。
- 正祭期間：
  1. 迎靈
  2. 刺球（古時必須由獵過首級的人才能上刺球架），每一顆藤球都有代表意涵。
  3. 送惡靈（往西邊的方向）。
  4. 愉靈。
  5. 送善靈（攜帶供品，送往東邊及海洋的方向）。
  6. 刺球（最後一場）。
  7. 砍斷刺球桿（必須一刀兩斷，否則視為不祥）。
  8. 到刺中最後一球者家屋圍舞。
- 後續儀式：
  1. 解禁（由靈媒作祭）。
  2. 迎福，交還護身符。

- 送祖靈儀式 (排灣族語：Pusau)

此祭儀常被誤稱為六年祭，實為祖靈祭儀式結束後，與善靈相處一年後，隔年恭送善靈回靈界的儀式。沒有特殊的刺球儀式，其他內容大多和祖靈祭大同小異。

## 特色
排灣族祖靈祭典各部落因長時間經過遷徙，地緣、歷史傳說故事有所區別，各部落舉辦時間、祭儀流程不盡相同，上述為排灣族各部落祖靈祭典扼簡要說明，不代表所有部落皆照此流程舉行祭儀。
基於排灣族群對神靈、祖靈及自然界的尊敬，祭典從頭到尾是神聖保守且莊嚴的。祭典前到結束後除非透過靈媒、祭司解除禁忌，嚴禁觸犯禁忌(包含觀禮者)。

## 另見
- 道烏灣·巴加里努克